# Liohippelates nigrifrons
Liohippelates nigrifrons är en tvåvingeart som beskrevs av Oswald Duda 1930. Liohippelates nigrifrons ingår i släktet Liohippelates och familjen fritflugor. Inga underarter finns listade i Catalogue of Life.